# Janet Lawless
Janet Lawless (née Wienand le 15 mai 1985) est une athlète sud-africaine, spécialiste du 400 mètres haies et des épreuves combinées. 

## Biographie
Elle remporte la médaille d'or du 400 m haies et du relais 4 × 400 m lors des Championnats d'Afrique, à Bambous, et obtient la médaille d'argent dans l'épreuve de l'heptathlon en 2010. 

### Palmarès
| Date | Compétition                                   | Lieu       | Résultat | Épreuve     | Temps         |
| ---- | --------------------------------------------- | ---------- | -------- | ----------- | ------------- |
| 2006 | Championnats d'Afrique                        | Bambous    | 1re      | 400 m haies | 56 s 97       |
| 2006 | Championnats d'Afrique                        | Bambous    | 1re      | 4 × 400 m   | 3 min 36 s 88 |
| 2007 | Jeux africains                                | Alger      | 8e       | 400 m haies |               |
| 2010 | Championnats d'Afrique                        | Nairobi    | 2e       | Heptathlon  | 5 500 pts     |
| 2011 | Championnats d'Afrique des épreuves combinées | Réduit     | 2e       | Heptathlon  | 5 673 pts     |
| 2012 | Championnats d'Afrique                        | Porto-Novo | 8e       | 400 m haies | 57 s 56       |

### Records
| Épreuve     | Performance | Lieu     | Date          |
| ----------- | ----------- | -------- | ------------- |
| 400 m haies | 56 s 01     | Pretoria | 3 mars 2006   |
| Heptathlon  | 5 736 pts   | Réduit   | 11 avril 2010 |